# Oldřich Hlavnička
Oldřich Hlavnička (* 16. června 1956) je bývalý český fotbalista, útočník.

## Fotbalová kariéra
V československé lize hrál za Slavii Praha. Nastoupil ve 4 ligových utkáních. Gól v lize nedal. Do Slavie přišel z Viktorie Žižkov.

## Ligová bilance
| Ročník                                   | Zápasy | Góly | Klub         |
| ---------------------------------------- | ------ | ---- | ------------ |
| 1. československá fotbalová liga 1974/75 | 4      | 0    | Slavia Praha |
| CELKEM                                   | 4      | 0    |              |